# Ricardo de la Vega
Ricardo de la Vega Oreiro (Madrid, Castella, 1839 - 22 de juny de 1910) fou un poeta còmic i escriptor de sainets madrileny.
Fill de l'il·lustre Ventura de la Vega, cursà el batxillerat i deixà els estudis acadèmics, a penes començats, per a dedicar-se exclusivament a la literatura, que lo li'n fou gaire propícia en els primers temps. Amb el seu pare freqüentà els salons de l'alta societat madrilenya, treballant com aficionat en el teatres aristocràtics de la cort. Però en lloc de seguir l'exemple patern i cultivar el mateix gènere, al qual, per altra banda, l'ambient en què s'havia educat semblava que l'inclinaria, cultivà el sainet, en el que arribaria a ésser l'hereu indiscutible de Ramon de la Cruz. Encara que, com es diu més amunt, els seus quadres populars tardaren força temps a imposar-se i passava ja dels trenta anys quan aconseguí el seu primer èxit important, malgrat haver començat a escriure abans dels dinou anys.
Aquesta indiferència del públic i encara de la crítica envers l'obra d'un autor que, en el seu gènere, podia igualar-se amb els millors de la literatura castellana dramàtica d'aquells temps, fou compensada sobradament amb els èxits obtinguts després pel saineter, la qual popularitat arribà a ser tan gran com merescuda, sobretot arran de l'estrena de La verbena de la Paloma, l'obra mestra de l'autor i del teatre còmic sentimental.

L'il·lustre Josep Ixart, sempre tan descontent i aspre quan es tractava d'obres de l'anomenat género chico, parla així de La verbena de la Paloma i de l'autor: 
| « | ...per a l'espectador atent, queda al final el record viu de tres tipus magistralment apuntats: la tia desllenguada, el gandul sentenciós i el galant enamorat, impetuós i inquiet de veres, com no ha en els drames. I al voltant de tots tres ¡el bullici i la vida del poble altiu i senyorívol, ni contaminat ni polit per la indústria contemporània, amb les seves febres que gasten, però que també refinen!. La verbena de la Paloma, sense acudits d'autor, amb el seu ambient de vida real i popular, amb la seva espontaneïtat i lleugeresa, és un verdader sainet tradicional. | » |

Vega fou un artista gran precisament perquè s'entregà a la pròpia observació i prescindí d'imitacions ridícules i contraproduents. No li importava seguir o deixar de seguir en Ramon de la Cruz, perquè en el fons, sabia que era tant com el seu continuador i que no necessitava imitar-lo.
En tenia prou amb el seu talent, per infondre aquesta energia d'artista que caracteritzava la seva labor. El seu llenguatge graciós, adequat a la situació i al personatge, sempre culte, mofeta o sentimental, segons convé: els seus dots d'observador, habilitat escènica, ponderació, originalitat, inventiva, fertilitat de recursos; la seva correcta versificació, sempre fluida i plena de gràcia, fan en efecte, de Ricardo de la Vega un autor dramàtic de primer ordre, que fou, en justícia, un dels més respectats i populars per espai de trenta anys. Al morir desenvolupava un alt càrrec en el ministeri d'Instrucció pública, en el que hi havia ingressat (a Foment) vers l'any 1869.
Poc temps abans de morir, per a celebrar les seves noces d'or amb la literatura, se li dedica un homenatge en el Teatro Apolo (Madrid), i posteriorment se li col·locà una làpida commemorativa, amb el bust en baix relleu de Ricardo de la Vega, en la casa en què va viure i morí.
La seva labor fou immensa, com es pot veure en la llista següent, que conté solament les seves obres principals.

## Obres
- Frasquito: sarsuela en un acte i en prosa, música del mestre Manuel Fernández Caballero
- Los dos primos: sarsuela en un acte i en vers, música del mestre Caballero
- El galan incógnito: sarsuela en tres actes i en vers, música del mestre Cristóbal Oudrid
- El paciente Job: sarsuela en un acte i en prosa, música del mestre Oudrid
- Cuatro sacristanes: revista bufopolítica en un acte i envers, música del mestre Rafael Aceves
- El sobrino de ni tio: comèdia en un acte i en vers, arranjada del francès
- Un caballero andante; joguet en un acte i en prosa, arranjat del francès
- El perro del capitan: passillo còmic en un acte i envers
- Providencias judiciales: sainet en un acte i envers
- Los baños de Manzanares: sainet en un acte i en vers
- A la puerta de la iglesia: sainet en un acte i vers
- La muerte de los cuatro sacristanes: a propòsit en un acte i en vers
- Una jaula de locos: revista en un acte en prosa i vers, música del mestre Caballero
- Música celestial: paròdia del drama O locura ò santidad, en un acte i en vers
- ¡A los toros!: revista taurina en dos actes i en vers, música dels mestres Valverde i Federico Chueca
- La función de mi pueblo: quadre còmic-líric de costums populars en dos actes i en vers, música de Federico Chueca
- Vega, peluquero: sainet en un acte i en vers
- En busca de un diputado: revista en dos actes i en vers, música dels mestres Caballero, Espino i Rubio
- !Acompaño a usted en el sentimient¡: quadre còmic-fúnebre en un acte i en vers
- La quinta de la Esperanza: òpera bufo-política en un acte, música arranjada pel mestre Rubio
- El Rosicler, Sociedad de baile: quadre de costums aristocràtic-populars en tres actes i en vers
- La canción de la Lola: sainet típic en un acte i en vers, música dels Mestres Valverde i Chueca
- De Getafe al Paraiso ò la familia del tio Maroma: sainet líric en dos actes en prosa i en vers, música del mestre Francisco Asenjo Barbieri
- Sanguijuelas del Estado: sainet en un acte i prosa
- La abuela: sainet tragic-correalista en un acte i en vers
- Mariquita: comèdia en un acte i en prosa, arranjada del francès
- Novillos en Polvoranca ó las hijas de Paco Ternero; sainet líric en dos actes, música del mestre Ruperto Chapí
- Pepa la frescachona ó el colegial desenvuelto: sainet en un acte i en prosa
- Juan Matías el barbero ó la corrida de Beneficiencia: sainet en dos actes, música del mestre Chapí
- El año pasado por agua: revista en un acte i quatre quadres en vers i prosa música dels mestres Valverde i Chueca
- A casarse tocan ó la misa á grande orquesta: sainet en un acte música del mestre Chapí
- Bonitas están las leyes ó la viuda del interfecto: procés-sainet en dos actes i en prosa
- El señor Luis el tumbón ó despacho de huevos frescos: sainet líric en un acte en prosa i vers, música del mestre Barbieri
- El tercer aniversario ó la viuda de Napoleón: comèdia-sainet en dos actes i en prosa
- La verbena de la Paloma ó el boticario y las chulapas y celos mal reprimidos: sainet líric en un acte i en prosa, música del mestre Tomás Bretón
- Al fin se casa la Nieves ò vamonos a la Venta del Grajo: sainet líric en un acte, dividit en tres quadres, música del mestre Tomás Bretón
- Aquí va a haber algo gordo ó la casa de los escandalos: sainet líric en un acte, música del mestre Jerónimo Jiménez
- Amor engendra desdichas ó el guapo y el feo verduleras honradas: sainet líric en un acte i tres quadres en prosa i vers, música del mestre Jerónimo Jiménez
- El baron de Trnocoverde
- La presidenta del Supremo ó seimpre de buen humor
- El amante de doña Paquita ó la tertulia de don Frasquito
- El caballo del señorito
- La familia de doña Saturia ó el Salvador y los Evangelistas: amb música d'Amadeu Vives

A més publicà en diaris gran nombres de poesies festives, gènere en el que també destacà.